# Slag om de Komandorski-eilanden
De Slag om de Komandorski-eilanden was een zeeslag in de Slag om de Aleoeten, tijdens de Tweede Wereldoorlog. De slag vond circa 160 kilometer ten zuiden van de eilanden, op 27 maart 1943 plaats.

## De slag
De Verenigde Staten kwamen erachter dat er een Japans konvooi met voorraden onderweg was naar de Japanse garnizoenen op de Aleoeten, die ze ongeveer een jaar eerder, op 3 juni 1942, hadden bezet. Hierop werden enkele schepen van de US Navy, onder bevel van schout-bij-nacht (Amerikaanse equivalent: Rear Admiral) Charles McMorris, erop uitgestuurd om dit konvooi te onderscheppen. De Amerikaanse vloot bestond uit de zware kruiser USS Salt Lake City, de oude lichte kruiser USS Richmond en de torpedobootjagers USS Coghlan, USS Bailey, USS Dale en USS Monaghan.
De Amerikanen wisten echter niet dat de Japanners hadden besloten om het konvooi te escorteren met twee zware kruisers, twee lichte kruisers en vier torpedobootjagers, onder bevel van viceadmiraal Boshiro Hosogaya. In de ochtend van 27 maart werd het Japanse konvooi ontdekt door de Amerikaanse vloot waarop een gevecht volgde.

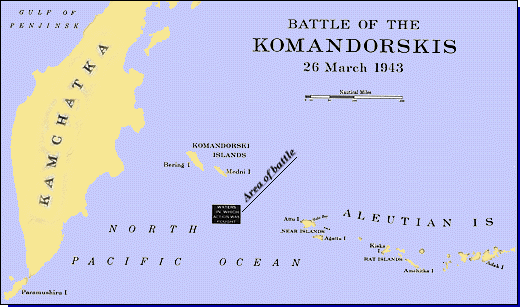
De locatie van de slag.

Doordat de slag plaatsvond op open zee en de ontmoeting redelijk op toeval gebaseerd was, had geen van beide partijen lucht- of onderzeesteun, waarmee het een van de weinige zeeslagen was tijdens de Pacifische Oorlog die puur tussen oppervlakteschepen werd uitgevochten, en was het een van de laatste pure schietduels in de maritieme geschiedenis.
Hoewel de Japanners een groter aantal schepen hadden, kwam er geen tactische overwinnaar uit het gevecht. Beide partijen leden verliezen, maar de Amerikaanse schepen waren niet zo zwaar beschadigd als ze hadden kunnen zijn. Toen de Japanners op het punt stonden de overwinning binnen te halen, besloot de Japanse bevelhebber de strijd te staken, uit angst voor mogelijke Amerikaanse luchtsteun en zonder te weten hoeveel schade zijn schepen hadden aangebracht aan de bevelvoerende USS Salt Lake City.
Dankzij het terugtrekken van het Japanse konvooi behaalden de Amerikanen wel een strategische overwinning, want hiermee stopten de Japanse pogingen om de Aleoeten te bevoorraden met oppervlakteschepen, en kon dit alleen nog maar gedaan worden met onderzeeërs.
De Japanse admiraal Hosogaya werd na de slag op non-actief gesteld.